# Polonia en los Juegos Paralímpicos de Nagano 1998
Polonia estuvo representada en los Juegos Paralímpicos de Nagano 1998 por un total de 26 deportistas, 19 hombres y siete mujeres.

## Medallistas
El equipo paralímpico polaco obtuvo las siguientes medallas:
| Nombre           | Deporte        | Evento                        |
| ---------------- | -------------- | ----------------------------- |
| Oro              |                |                               |
| —                |                |                               |
| Plata            |                |                               |
| —                |                |                               |
| Bronce           |                |                               |
| Danuta Poznańska | Esquí de fondo | 5 km estilo libre ID femenino |
| Danuta Poznańska | Esquí de fondo | 15 km ID femenino             |